# Club Natació Barcelona
Le Club Natació Barcelona (CNB) est un club espagnol de natation et de water-polo de Barcelone, devenu omnisports dans la seconde moitié du XXe siècle. Sa section water-polo a remporté cinquante-neuf fois le championnat d'Espagne masculin.

## Historique
Le CNB est fondé le 10 novembre 1907 par Bernat Picornell Richier et un groupe d'amis fréquentant le gymnase Solé. 
Il a d'abord ses activités dans deux établissements de bains publics dans le quartier de La Barceloneta. En 1915, il obtient des autorités portuaires barcelonaises un terrain sur le brise-lame du port au sud de La Barceloneta. Le club y construit sa première piscine au début des années 1920, puis de nouveaux locaux pour l'ensemble des sections sportives dans les années 1950.
En 2007, il reçoit la Creu de Sant Jordi, distinction civile décernée par la Generalitat de Catalogne.

### Water-polo
Le water-polo est introduit par Bernat Picornell qui l'a découvert à Marseille, en France. Les matchs des premières années se jouent en bord de mer avec un certain succès public. À partir de 1908 avec l'équipage britannique du Bacchante, l'équipe du CNB prend l'habitude d'organiser des parties contre les passagers et équipages de navires arrivant dans le port voisin. Le premier match avec un club étranger a lieu en 1910 contre l'équipe du Football Vélo Club de Nice.
Grâce à cette précocité, le CNB domine les premiers championnats espagnols de water-polo jusqu'à la fin des années 1960. Depuis, il affronte la concurrence des nombreux clubs catalans, notamment en championnat le Club Natació Atlètic-Barceloneta, le Club Natació Catalunya, le Club Natació Montjuïc et le Club Natació Sabadell. En 1982, il remporte son premier titre européen en coupe des clubs champions.

## Palmarès masculin de water-polo

### Europe
- 1 supercoupe : 1982.
- 1 coupe des clubs champions : 1982.
- 2 trophées LEN : 1995 et 2004.

### National
- 59 titres de champion d'Espagne : 46 titres consécutifs de 1925 à 1969, 1971, 1975, 1980, 1981, 1983, 1987, 1991, 1995, 1996, 1997, 2002, 2004 et 2005.
- 8 coupes du Roi : 1989, 1991, 1995, 1996, 1999, 2002, 2003 et 2011[5].

## Palmarès féminin
- Josefina Torrens (1902-2006)[6].